# Borowiec (Andrzejów)
Borowiec – część wsi Andrzejów w Polsce położona w województwie mazowieckim, w powiecie zwoleńskim, w gminie Przyłęk.
W latach 1975–1998 miejscowość administracyjnie należała do województwa radomskiego.
Zgodnie z Rozporządzeniem Ministra Administracji i Cyfryzacji z dnia 13 grudnia 2012 r. w sprawie wykazu urzędowych nazw miejscowości i ich części w sąsiedniej gminie Chotcza również znajduje się wieś Borowiec. W geoserwisie Państwowego Rejestru Nazw Geograficznych znajduje się ona w bezpośrednim sąsiedztwie Borowca będącego częścią Andrzejowa, jednak jej zabudowania mają adres Gniazdkowa, a w gminie Chotcza nie ma sołectwa o takiej nazwie. 
Wierni Kościoła rzymskokatolickiego należą do parafii Matki Bożej Częstochowskiej w Przyłęku.